# Indice de Bolsa de Valores de Caracas
L'IBC, ou Indice de Bolsa de Valores de Caracas, est un indice boursier de la bourse de Caracas, composé de 16 des principales capitalisations boursières du Venezuela.

## Corrélation avec les autres bourses
Les performances annuelles de l'indice IBVC se sont rapprochées de celles du Dow Jones, du Nikkei 225, du CAC 40 et du Footsie, les grands marchés boursiers étant de plus en plus dépendants les uns des autres depuis une quinzaine d'années.

## Composition
Au 30 juin 2011, l'IBC se composait des titres suivants:
| Symbole  | Société                                          | Poids indiciel | Secteur                    |
| -------- | ------------------------------------------------ | -------------- | -------------------------- |
| BNC VC   | Banco Nacional de Credito                        | 5.85 %         | Finance                    |
| BPV VC   | Banco Provincial                                 | 27.98 %        | Finance                    |
| BBC VC   | Banesco Banco Universal                          | 3.9 %          | Finance                    |
| EDC VC   | CA La Electricidad de Caracas                    | 0.49 %         | Services aux collectivités |
| TDV/D VC | Compania Anonima Nacional Telefonos de Venezuela | 1.85 %         | Télécommunications         |
| CRM/A VC | Corimon                                          | 0.35 %         | Matériaux                  |
| DOM VC   | Dominguez & Cia                                  | 1.84 %         | Matériaux                  |
| ENV VC   | Envases Venezolanos                              | 0.58 %         | Matériaux                  |
| FVI/B VC | Fondo de Valores Inmobiliarios                   | 1.17 %         | Finance                    |
| HLB VC   | HL Boulton & Co                                  | 4.08 %         | Industrie                  |
| MTX VC   | Mantex                                           | 1.63 %         | Finance                    |
| MPA VC   | Manufacturas de Papel                            | 1.5 %          | Matériaux                  |
| MVZ/A VC | Mercantil Servicios Financieros                  | 21.04 %        | Finance                    |
| MVZ/B VC | Mercantil Servicios Financieros                  | 15.27 %        | Finance                    |
| SVS VC   | Siderurgica Venezolana Sivensa                   | 6.05 %         | Matériaux                  |
| BVE VC   | Venezolano de Credito                            | 6.42 %         | Finance                    |

## Anecdote
L'inde réalise une performance record en gagnant plus de 400% cette année.